# ورازده علیا
ورازده علیا، روستایی از توابع بخش چمستان شهرستان نور در استان مازندران ایران است.
پس از طی ده کیلومتر بعد از شهرچمستان به روستای زیبا و سرسبز جنگلی ورزاده می رسیم.
ورازده از شمال به روستای بلویچ،خطیب کلا،رم شی و از جنوب به جنگل انبوه حاشیه ی روستا،از غرب به اراضی کشاورزی و جنگل و از شرق به روستای دارکلا منتهی میشود.
این روستا از دوبخش تشکیل شده است:
[ورازده علیا] [ورازده سفلی]
رودخانه ی میان‌رود با عبور از میان دشت سرسبز و جنگل های انبوه مسیر پرپیچ و خمی را طی میکند و جلوه و زیبایی بی نظیری را به روستای ورازده میدهد.
یک پل سیمانی که بر روی رودخانه ی میانرود احداث شده ورازده سفلی را به علیا متصل میکند.
شغل مردم این روستا کشاورزی،دامداری،ویلا سازی و بلوک زنی است.

## جمعیت
این روستا در دهستان میان‌رود قرار دارد و براساس سرشماری مرکز آمار ایران در سال ۱۳۸۵، جمعیت آن ۲۹۲ نفر (۷۲خانوار) بوده‌است.